# 瓦古倫喬山脈
10°31′52″S 75°55′54″W / 10.53111°S 75.93167°W
瓦古倫喬山脈（西班牙語：Cordillera Huaguruncho），是秘魯的山脈，位於該國中部瓦努科大區和帕斯科大區，橫跨安博省、帕奇特阿省、帕斯科省和奧克薩潘帕省，屬於安地斯山脈的一部分，最高點是海拔高度5,723米的瓦古倫喬山。